# سخان شمسي

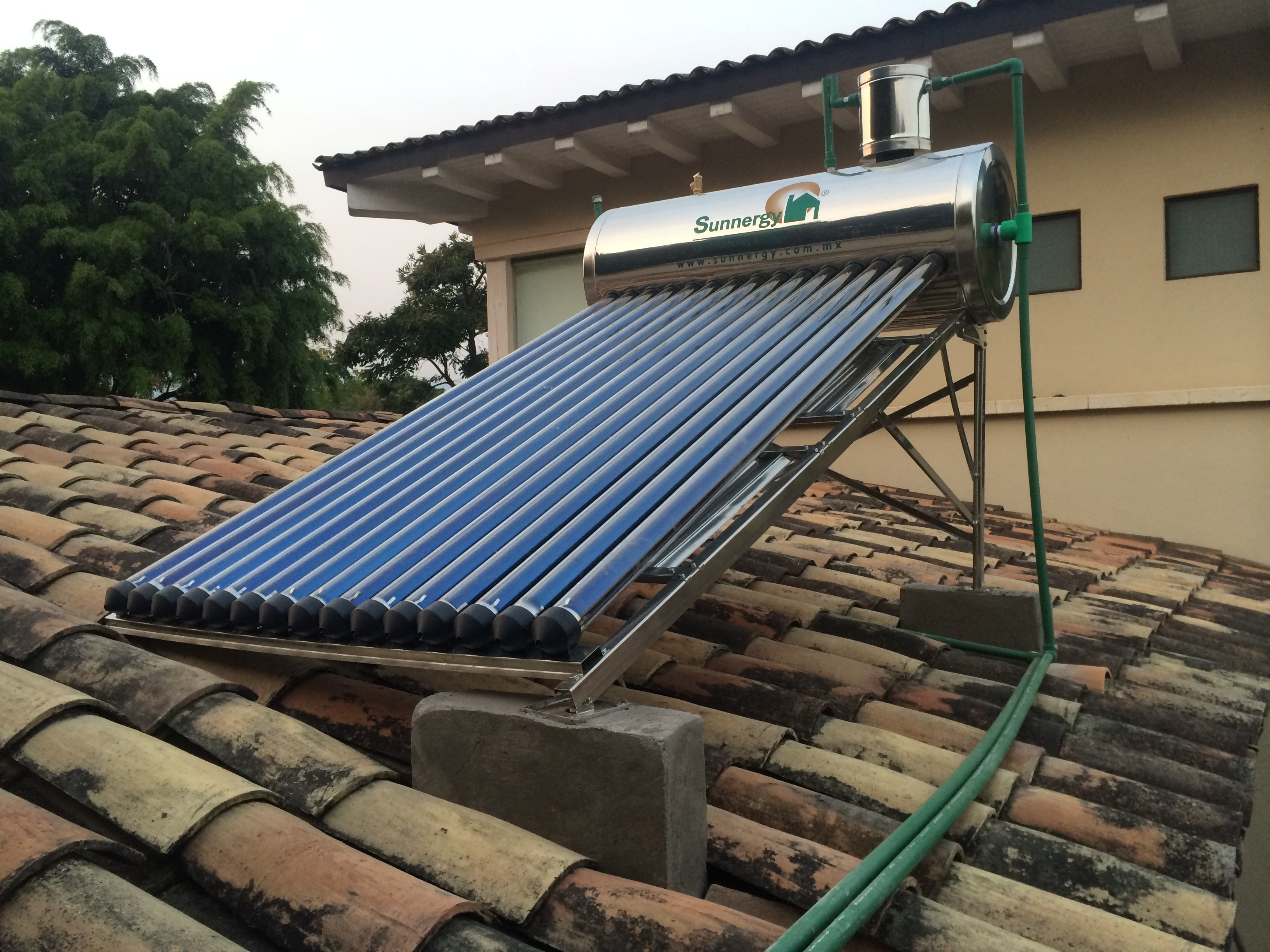
سخان شمسي فوق سطح منزل.

سخان شمسي أو تسخين المياه بالطاقة الشمسية هو إستخدام حرارة الشمس لتسخين المياه باستخدام مجمع حرارة شمسية. هناك العديد من الابتكارات بتكلفات متعددة لتوفير الحلول في جميع أنواع المناخ. يُستخدم تسخين المياه بالطاقة الشمسية بصورة واسعة في بعض البيوت السكنية وفي بعض التطبيقات الصناعية.
المجمع المواجه للشمس يقوم بتسخين مائع التشغيل والذي يمر إلى نظام تخزين للاستخدام في وقت لاحق. قد يكون تسخين المياه بالطاقة الشمسية نشطا أو سلبيا وقد يستخدم المياه فقط أو المياه ومائع التشغيل. وقد يتم تسخين المياه بشكل مباشر أو عن طريق مرايا مركزة للضوء. في الأحجام الكبيرة يمكن أن تركز المرايا ضوء الشمس على مجمّع صغير.
يحتكر التسخين بالطاقة الشمسية عالميا الصين وأوروبا واليابان والهند على الرغم من أن إسرائيل كانت من أول الدول لاستخدام تسخين المياه بالطاقة الشمسية في عام 1980 والذي أدى إلى ازدهار الصناعة.

## التاريخ
يعود تاريخ المجمعات الشمسية في الولايات المتحدة إلى قبل عام 1900  والمتمثل في خزان مدهون بالأسود وموضوع فوق الأسطح. قام فرانك شومان ببناء أول محطة طاقة حرارية شمسية في العالم في المعادي بمصر لتوفير الطاقة إلى محرك بقوة 60-70 حصان والذي قام بضخ 6000 جالونا من المياه في الدقيقة من نهر النيل إلى حقول القطن المجاورة.
يتم استخدام الطاقة الشمسية في التسخين حاليا في النمسا وكندا والصين وألمانيا والهند وإسرائيل واليابان والبرتغال ورومانيا وإسبانيا والمملكة المتحدة والولايات المتحدة.

### حوض المتوسط
إسرائيل وقبرص واليونان هي الدول الرائدة في استخدام أنظمة تسخين المياه بالطاقة الشمسية لتوفير الطاقة إلى 30-40% من البيوت.

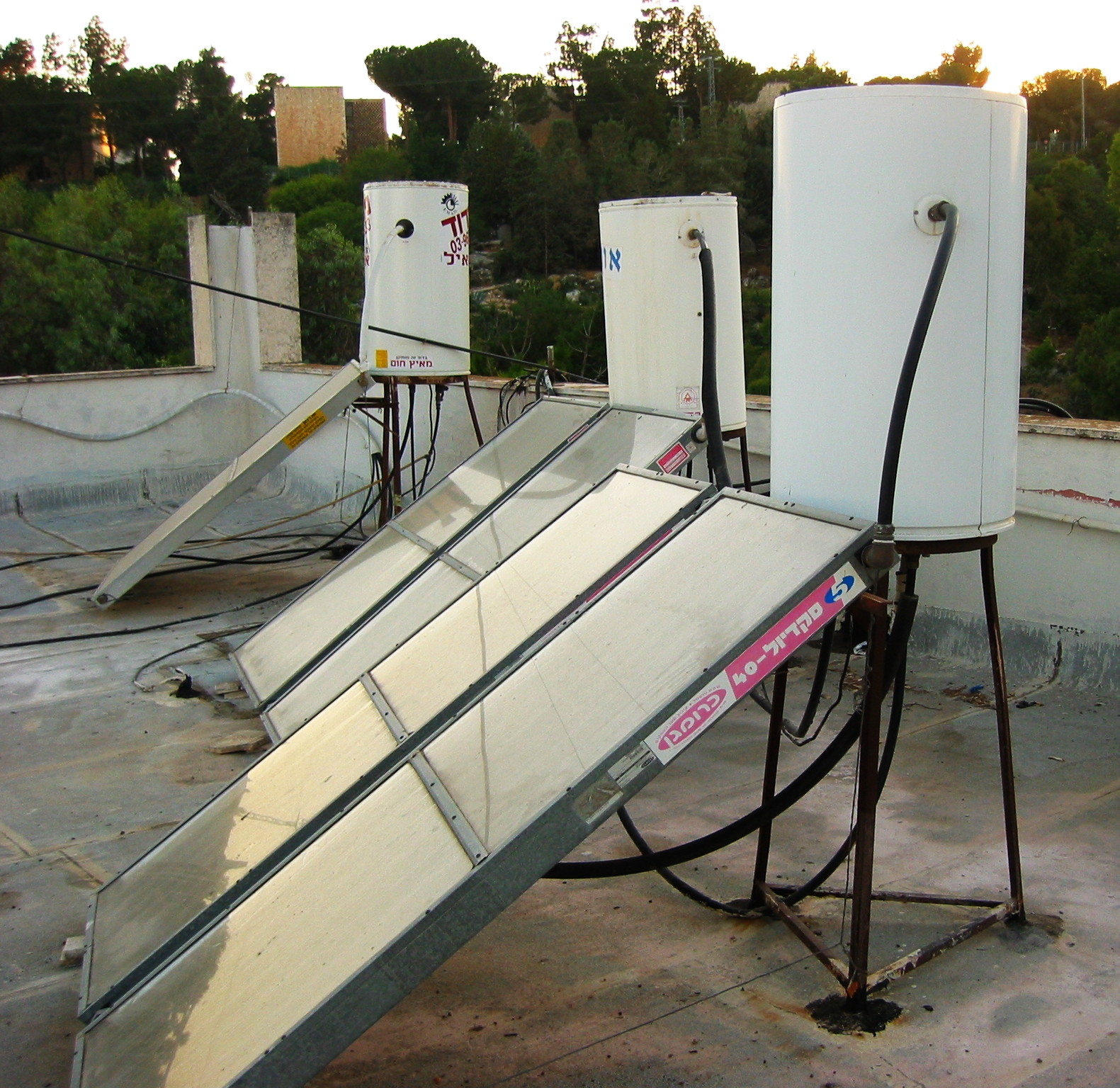
أحد أنظمة تسخين المياه الشمسية فوق أحد الأسطح بإسرائيل

تُستخدم أنظمة التسخين المسطحة على نطاق واسع في إسرائيل. في الخمسينات حدث نقص في الوقود مما دفع الحكومة إلى منع تسخين المياه بين العاشرة مساء والسادسة صباحا. بنى ليفي يسار أول مسخن مياه شمسي إسرائيلي وفي عام 1953 أطلقت شركة نيريا أول مصنع إسرائيلي لتسخين المياه بالطاقة الشمسية. وبحلول عام 1967 كان يستخدم مسخنات المياه الشمسية 20% من السكان. وبعد أزمة الطاقة في السبعينات اضطرت إسرائيل إلى إضافة مسخنات المياه الشمسية في كل البيوت الجديدة. وكنتيجة لذلك أصبحت إسرائيل دولة رائدة عالميا في استخدام الطاقة الشمسية بحوالي 85% من البيوت تستخدم الطاقة الشمسية والذي يوفر على الدولة حوالي مليوني برميل من البترول كل عام.

### آسيا
بعد عام 1960 انتشرت هذه الأنظمة في اليابان.
يوجد في أستراليا العديد من التشريعات الخاصة بالدولة أو الخاصة بالولاية بخصوص استخدام الطاقة الشمسية والتي بدأت في عام 1997.
أنظمة تسخين المياه بالطاقة الشمسية منتشرة في الصين حيث تتوافر النماذج المحلية بتكلفة حوالي 1500 يوان (235 دولار أمريكي) بتكلفة تقريبا 80% أقل من الدول الغربية لنفس الحجم. ويوجد على الأقل 30 مليون بيتا في الصين يحتوي على نظام لتسخين المياه بالطاقة الشمسية.

### أمريكا اللاتينية
طورت كولومبيا صناعة محلية لتسخين المياه عن طريق الطاقة الشمسية نظرا لجهود وتصميمات لاس جافيوتاس. وسعيا إلى تخفيض التكلفة في البيوت المحلية قام الفريق بدراسة أفضل الأنظمة من إسرائيل وقام ببعض التعديلات لتناسب الصناعة المحلية بحيث تكون في مدن مثل باجوتا والتي تسطع عليها الشمس أكثر من 200 يوم سنويا. حقق النظام نجاحا باهرا لدرجة أن لاس جافيوتا قدم ضمانا 25 عاما عند التقديم في عام 1984. تم تقديم أكثر من 40000 نظاما وما زالوا يعملون حتى الآن بعد ربع قرن.

## متطلبات التصميم
يتم تحديد نوع وتعقيد وحجم نظام تسخين المياه الشمسي عن طريق:
- درجة الحرارة وكمية المياه المطلوبة من النظام.
- التغيرات في درجات الحرارة المحيطة والإشعاع الشمسي بين الصيف والشتاء.
- التغيرات في درجة حرارة الغرفة خلال دورة الليل والنهار.
- إمكانية التسخين الزائد أو التجميد للمياه الصالحة للشرب أو مائع التجميع

يتم تحديد الحد الأدنى للنظام عن طريق كمية الحرارة أو المياه الساخنة المطلوبة أثناء الشتاء عندما يكون إخراج النظام وحرارة المياه الخارجة أقل ما يمكن. ويتم تحديد الحد الأقصى للنظام عن طريق الحاجة لمنع المياه من كونها ساخنة عن اللازم أو أن تتبخر.

### الحماية من التجمد
تمنع طرق الحماية من التجمد حدوث الضرر للنظام بسبب تمدد السوائل المتجمدة. حيث تقوم أنظمة التصريف بصرف السوائل من النظام عندما تتوقف المضخة. كما تستخدم العديد من الأنظمة الغير مباشرة موانع التجمد (مثل البروبيلين جلايكول) في سائل نقل الحرارة.

### الحماية من التسخين الزائد
عندما يتوقف استخدام المياه الساخنة ليوم أو اثنين يمكن أن يصل السائل داخل المجمعات والخزانات إلى حرارة عالية في كل الأنظمة بدون أنظمة للتصريف. عندما يصل الخزان في انظمة التصريف إلى الحرارة المطلوبة تتوقف المضخة لتتوقف عملية التسخين وبالتالي تمنع التسخين الزائد للخزان.

## تصميم النظام
تشتمل نماذج التصميم على صندوق معزول ومغطى بالزجاج من الأعلى مع مجمع شمسي مسطح مصنوع من المعدن ومتصل بأنانبيب مبدلة للحرارة من النحاس وغامقة اللون أو عدد من الأنابيب المعدنية المحاطة بأسطوانة زجاجية مفرغة من الهواء. في الحالات الصناعية يمكن استخدام مرآة مركزة لتركيز ضوء الشمس على الأنبوبة. يتم تخزين الحرارة في خزان لتخزين المياه الساخنة. يجب أن يكون حجم هذا الخزان أكبر في أنظمة التسخين الشمسي ليقوم بتعويض الطقس السئ.